# 普德洞
普德洞（：／ Bodeok dong */?）是大韩民国庆尚北道庆州市下辖的一个洞。

## 主要设施
- 普门观光园地
- 庆州世界